# Gare de Hōya
La gare de Hōya (保谷駅, Hōya-eki) est une gare ferroviaire de la ville de Nishitōkyō, à Tokyo au Japon. Elle est exploitée par la compagnie Seibu.

## Situation ferroviaire
La gare de Hōya est située au point kilométrique (PK) 14,1 de la ligne Seibu Ikebukuro.

## Histoire
La gare a été inaugurée le 15 avril 1915.

## Services aux voyageurs

### Accès et accueil
La gare dispose d'un bâtiment voyageurs, avec guichet, ouvert tous les jours.

### Desserte
- Ligne Seibu Ikebukuro :
  - voies 1 et 2 : direction Tokorozawa et Hannō
  - voies 2 et 3 : direction Nerima (interconnexion avec la ligne Seibu Yūrakuchō pour Kotake-Mukaihara, Shibuya ou Shin-Kiba) et Ikebukuro